# Freddie and the Dreamers
Freddie and the Dreamers è un gruppo musicale inglese attivo durante gli anni sessanta.

## Storia
Il gruppo venne formato a Manchester. Ebbero quattro singoli nella Top 10 del Regno Unito: una cover di un brano di James Ray, "If You Gotta Make a Fool of Somebody", che raggiunse il terzo posto nella "UK Singles Chart" a metà del 1963, "I'm Telling You Now", che raggiunse la seconda posizione ad agosto, "You Were Made For Me" (numero 3 a novembre) e una cover di "I Understand" di The G-Clefs, che raggiunse la quinta posizione nel novembre 1964.
Il gruppo prese parte a quattro film britannici: What a Crazy World, Just for You, Cuckoo Patrol e Every Day's A Holiday.
Mentre il successo andava declinando nel Regno Unito, il gruppo, durante la British invasion, godette di un breve periodo di fama negli Stati Uniti. A differenza di molti gruppi EMI britannici a quel tempo, due singoli ("I'm Telling You Now" e "You Were Made for Me") furono pubblicati dalla Capitol Records, la divisione americana della EMI , ma nessuno dei due vendette bene e Capitol lasciò il gruppo; perciò, le uscite e le riedizioni del 1965 dei Dreamers apparvero su altre etichette.
il brano "I'm Telling You Now" scritto da Garrity e Mitch Murray, raggiunse la prima posizione della Billboard Hot 100 degli Stati Uniti nella primavera del 1965. Il loro successo successivo negli Stati Uniti fu "Do the Freddie" al numero 18, che ispirò anche un omonimo ballo.
All'apice del successo negli Stati Uniti, venne ideata una serie televisiva con la band e l'attore britannico Terry-Thomas, ma non venne mai realizzata.

## Formazione
- Freddie Garrity: voce
- Roy Crewdson: chitarra
- Derek Quinn: chitarra e armonica
- Peter Birrell: basso
- Bernie Dwyer: batteria

## Discografia

### Album

#### Album in studio
- 1963 - Freddie and the Dreamers
- 1964 - You Were Mad for Me
- 1965 - Sing-Along Party with Freddie and the Dreamers
- 1965 - I'm Telling You Now
- 1965 - Three at the Top
- 1965 - Freddie & the Dreamers
- 1965 - Do the "Freddie"
- 1965 - Frantic Freddie
- 1965 - Fun Lovin' Freddie
- 1966 - See You Later, Alligator
- 1966 - Freddie and the Dreamers in Disneyland
- 1967 - Hits with Freddie and the Dreamers
- 1967 - King Freddie and His Dreaming Knights
- 1970 - Oliver in the Overworld
- 1976 - The New Freddie and the Dreamers
- 1978 - Breaking Out

#### Raccolte
- 1977 - The Best of Freddie and the Dreamers
- 1982 - Greatest Hits & Latest Bits

### Singoli
- 1963 - If You Gotta Make a Fool of Somebody/Feel So Blue
- 1963 - I'm Tellin' You Now/What Have I Done To You?
- 1963 - You Were Made for Me/Send a Letter to Me
- 1964 - Over You/Come Back When You're Ready
- 1964 - I Love You Baby/Don't Make Me Cry
- 1964 - Just for You/Don't Do That to Me
- 1964 - I Understand/I Will
- 1965 - A Little You/Things I'd Like to Say
- 1965 - Thou Shalt Not Steal/I Don't Know
- 1966 - If You've Got a Minute, Baby/When I'm Home with You
- 1966 - Playboy/Some Day
- 1966 - Turn Around/Funny Over You
- 1967 - Hello, Hello/All I Ever Want Is You
- 1967 - Brown and Porters (Meat Exporters) Lorry/Little Brown Eyes
- 1968 - Gabardine Mac/It's Great
- 1969 - Get Around Downtown Girl/What to Do
- 1971 - Susan's Tuba/You Hurt Me Girl
- 1978 - Here We Go/I Saw You

### EP
- 1963 - If You Gotta Make a Fool of Somebody
- 1964 - Songs from the Film "What a Crazy World"
- 1964 - You Were Made for Me
- 1964 - Over You
- 1964 - Freddie Sings "Just for You"
- 1965 - Ready Freddie Go
- 1965 - Freddie and the Dreamers